# Bikar karla 2009
La VISA-bikar 2009 è stata la cinquantesima edizione della coppa nazionale di calcio islandese.
È iniziata il 22 maggio 2009 e si è conclusa il 3 ottobre dello stesso anno a Laugardalsvöllur.

## Primo turno
| Squadra 1       | Risultato | Squadra 2              |
| --------------- | --------- | ---------------------- |
| 23 maggio 2009  |           |                        |
| UMF Kjalnesinga | 5 - 2     | Elliði                 |
| 24 maggio 2009  |           |                        |
| Carl            | 3 - 0     | UMF Gnúpverja          |
| UMF Laugdæla    | 2 - 3     | Afríka                 |
| KÍBV            | 1 - 2     | Skallagrímur           |
| Léttir          | 0 - 3     | Hvíti riddarinn        |
| Völsungur       | 1 - 2     | Dalvík/Reynir          |
| Berserkir       | 10 - 0    | Höfrungur              |
| KV              | 5 - 2     | Ægir                   |
| KFG             | 0 - 2     | Árborgar               |
| UMF Hvöt        | 6 - 0     | Kormáks                |
| UMF Álftanes    | 11        | UMF Snæfell            |
| Augnablik       | 2 - 3     | Ýmir                   |
| KB              | 3 - 0     | Þróttur Vogum          |
| Einherji        | 10 - 0    | Boltafélag Norðfjarðar |
| Magni           | 2 - 1     | UMF Tindastóll         |
| 25 maggio 2009  |           |                        |
| KFR             | 1 - 2     | KFS                    |

## Secondo turno
Il secondo turno include le 16 vincitrici del turno precedente più le migliori 24 squadre della second e third division. Le gare sono state giocate il 1 e 2 giugno 2009.
| Squadra 1         | Risultato           | Squadra 2             |
| ----------------- | ------------------- | --------------------- |
| 1º giugno 2009    |                     |                       |
| Einherji          | 3 - 0               | Huginn                |
| Víðir             | 2 - 1               | KFS                   |
| Ýmir              | 5 - 6 dts           | Víkingur Ólafsvík     |
| Skallagrímur      | 1 - 4 dts           | Haukar                |
| KB                | 1 - 2               | KV                    |
| KA                | 4 - 1 dts           | Dalvík/Reynir         |
| 2 giugno 2009     |                     |                       |
| Njarðvík          | 3 - 0               | Hvíti riddarinn       |
| HK                | 9 - 1               | Afríka                |
| Carl              | 2 - 1 dts           | UMF Kjalnesinga       |
| Grótta            | 5 - 0               | UMF Hamar             |
| Leiknir Reykjavík | 3 - 3 dts dcr 1 - 4 | Selfoss               |
| Höttur            | 8 - 1               | UMF Sindri            |
| Fjarðabyggðar     | 9 - 0               | Leiknir Fáskrúðsfirði |
| Þór Akureyri      | 2 - 1               | Magni                 |
| KS/Leiftur        | 3 - 3 dts dcr 4 - 5 | UMF Hvöt              |
| Hamrarnir/Vinir   | 1 - 3               | UMF Afturelding       |
| GG                | 0 - 4               | Reynir Sandgerði      |
| ÍA                | 5 - 0               | Berserkir             |
| Árborgar          | 0 - 2               | Víkingur Reykjavik    |
| UMF Álftanes      | 3 - 2 dts           | ÍR                    |

## Terzo turno
| Squadra 1        | Risultato           | Squadra 2          |
| ---------------- | ------------------- | ------------------ |
| 17 giugno 2009   |                     |                    |
| Haukar           | 0 - 1 dts           | Fjarðabyggðar      |
| Þór Akureyri     | 3 - 1               | Víkingur Ólafsvík  |
| Selfoss          | 2 - 2 dts dcr 1 - 3 | Höttur             |
| Reynir Sandgerði | 2 - 1               | KV                 |
| Fram             | 2 - 1               | Njarðvík           |
| 18 giugno 2009   |                     |                    |
| KA               | 3 - 1               | UMF Afturelding    |
| IBV              | 3 - 2               | Víkingur Reykjavik |
| Víðir            | 0 - 0 dts dcr 3 - 2 | Þróttur            |
| Grótta           | 0 - 2               | KR                 |
| UMF Hvöt         | 0 - 2               | Breiðablik         |
| Fjölnir          | 0 - 2               | HK                 |
| Fylkir           | 7 - 3               | Stjarnan           |
| Carl             | 0 - 3               | FH                 |
| Valur            | 3 - 0               | UMF Álftanes       |
| Grindavík        | 3 - 1               | ÍA                 |
| Keflavík         | 2 - 0               | Einherji           |

## Quarto turno
| Squadra 1     | Risultato | Squadra 2        |
| ------------- | --------- | ---------------- |
| 5 luglio 2009 |           |                  |
| IBV           | 2 - 3 dts | FH               |
| Fylkir        | 6 - 1     | Fjarðabyggðar    |
| Breiðablik    | 3 - 1 dts | Höttur           |
| Keflavík      | 2 - 1     | Þór Akureyri     |
| Fram          | 1 - 0 dts | Grindavík        |
| 6 luglio 2009 |           |                  |
| Valur         | 3 - 2 dts | KA               |
| HK            | 5 - 2 dts | Reynir Sandgerði |
| Víðir         | 0 - 2     | KR               |

## Quarti di finale
| Arbitro: | Garðar Örn Hinriksson |

|                                            |           |                 |
| T. Nielsen 20’ (aut.) S. Samuelsen 48’ 58’ | Marcatori | 71’ A. Guðnason |

| Arbitro: | Kristinn Jakobsson |

|  |           |                  |
|  | Marcatori | 35’ G. Pétursson |

| Arbitro: | Jóhannes Valgeirsson |

|                                      |           |  |
| S. Tillen 85’ (rig.) J. Fjóluson 90’ | Marcatori |  |

| Arbitro: | Eyjólfur M Kristinsson |

|                  |           |                                                |
| B. Eiríksson 43’ | Marcatori | 60’ 87’ B. Takefusa 77’ (rig.) G. Benediktsson |

## Semifinali
| Arbitro: | Þorvaldur Árnason |

|               |           |  |
| J. Tillen 78’ | Marcatori |  |

| Arbitro: | Þóroddur Hjaltalín |

|                                     |           |                                                       |
| G. Antoníusson 22’ S. Samuelsen 26’ | Marcatori | 8’ E. Helgason 13’ K. Jónsson 66’ (rig.) G. Pétursson |

## Finale
| Arbitro: | Jóhannes Valgeirsson |

|                              |                      |                              |
| Ólason 73’ Tillen 97’ (rig.) | Marcatori            | 60’, 102’ (rig.) Finnbogason |
|                              | Tiri di rigore 6 – 7 |                              |